# 김천자두축제
김천자두축제는 경상북도 김천시에서 개최되는 지역 특산물 관련 축전이다.